# Insomnium
Insomnium — це фінський гурт із Йоенсуу, Фінляндія, який грає у стилі мелодійний дез-метал. 9 вересня 2011 року Insomnium випустили музичний відеокліп на пісню «Through The Shadows» із їхнього альбому One for Sorrow, який був виданий цього ж року. Останній альбом гурту "Shadows of the Dying Sun вийшов у квітні 2014 року.
2011 листопада гурт Insomnium вирушив у своє перше хедлайнерське турне по Європі, із підтримкою від гуртів Before The Dawn та MyGRAIN. Протягом квітня 2012 року Insomnium повернулись до Великої Британії, аби взяти участь як основний розігрів у музичному турне гурту в стилі готичний метал — Paradise Lost. На цьому турі також був присутній гурт Vreid, виступ якого слугував відкриттям концерту.
19 вересня 2013 року гурт випустив сингл «Ephemeral» — пісню із їхнього наступного альбому, який мав бути випущений у 2014 році під лейблом Century Media Records. Ця композиція стала першою, у створенні якої взяв участь гітарист Маркус Вангала (Omnium Gatherum), який став заміною для Вілле Ванні у 2011 році.
29 квітня 2014 року Insomnium випустили свій шостий студійний альбом «Shadows of the Dying Sun». 30 квітня того ж року гурт виконав гостьовий виступ на шоу, присвяченому випуску CD гурту Epica в музичному клубі 013 у Нідерландах.

## Склад гурту

### Теперішні учасники
- Нііло Севанен — вокал, баси (1997−дотепер)
- Вілле Фріман — бек-вокал, гітара (1997−дотепер)
- Маркус Гірвонен — ударні (1997−дотепер)
- Маркус Вангала — гітара (2011−дотепер)
- Яні Лііматаінен — гітара, чистий вокал (2019−дотепер)

### Колишні учасники
- Тапані Песонен — ударні, гітара (1997−1998)
- Тімо Партанен — гітара (1998−2001)
- Вілле Ванні — гітара (2001−2011)

## Дискографія

### Студійні альбоми
- In the Halls of Awaiting (2002)
- Since the Day It All Came Down (2004)
- Above the Weeping World (2006)
- Across the Dark (2009)
- One for Sorrow (2011)
- Shadows of the Dying Sun (2014)
- Winter's Gate (2016)
- Heart Like a Grave (2019)

### Демо-альбоми
- Demo 1999 (1999)
- Underneath the Moonlit Waves (2000)

### Міні-альбоми
- Ephemeral (2013)

### Сингли
- «Where the Last Wave Broke» (2009)
- «Weather the Storm» (2011)
- «While We Sleep» (2014)